# Los Cardales
Los Cardales est une localité argentine située dans le partido d'Exaltación de la Cruz, dans la province de Buenos Aires. Elle est située à 13 km du chef-lieu du partido, et à 70 km de la ville autonome de Buenos Aires. La localité est traversée du nord au sud par la route provinciale 6.

## Gare
La gare de Los Cardales appartient au chemin de fer General Bartolomé Mitre de la branche Victoria Capilla del Señor Pergamino. Actuellement, 7 trains circulent vers Victoria et Capilla del Señor. Il est concédé à la société Corredores Ferroviarios.

## Géographie

### Démographie
La localité compte 5 342 habitants (Indec, 2010), ce qui représente une augmentation de 51,41 % par rapport au recensement précédent de 2001 qui comptait 3 528 habitants.

### Quartiers
Dans la localité de Los Cardales et ses environs, plusieurs quartiers et communautés ont été créés, parmi lesquels se distinguent les suivants : Las Vizcachas, Barrio de San Jorge, La Codorniz, Los Paraísos, El Cardal I et II, Barrio 5 Esquinas, et Barrio de la Pleagaria. Bien qu'il y ait des zones et des quartiers qui appartiennent à la localité d'Alto Los Cardales, ils utilisent le nom de Los Cardales au lieu d'Alto Los Cardales, car les habitants se sentent plus identifiés avec cela et même avec Exaltación de la Cruz.

## Fêtes locales

### Fogata de Los Cardales
Depuis 1994, une fête très populaire est organisée à l'occasion de la célébration de la fête de la Saint-Jean, sous le nom de la Fogata de San Juan. Elle se déroulait autrefois les samedis autour du 21 juin (jour du solstice d'hiver). Elle constitue une attraction pour ses habitants. Au même moment, une petite foire artisanale est organisée le long de la Plaza Mitre. Mais depuis plus de quatre ans, elle se tient à une date différente (8 novembre 2014, 7 novembre 2015, 1er octobre 2016, 23 septembre 2017 et le 6 octobre 2018), elle a donc changé de nom, passant de Fogata de San Juan à Fogata de Los Cardales. Elle a un caractère différent, bien sûr, mais elle attire toujours les touristes et les habitants.

### Fêtes des saints patrons
Chaque 28 décembre, Los Cardales célèbre sa fête patronale, la fête de la Sainte Famille de Jésus, Marie et Joseph. La fête est devenue bien plus qu'une célébration religieuse, et c'est l'un des événements populaires où les habitants de Los Cardales célèbrent leur identité, leur histoire et leur fierté d'appartenir à une ville plus vivante que jamais. Les célébrations commencent le matin avec la cérémonie officielle, la messe et le défilé civique. L'après-midi commence la fête populaire, à laquelle participe une grande partie des habitants de Los Cardales. La clôture se fait avec la participation d'un artiste de renommée nationale et un spectacle de feux d'artifice.

## Histoire

### Dictature civico-militaire (1976—1983)
Le 10 août 1976, Norberto Torres, un jeune homme né le 1er juillet 1959 à Los Cardales, a été enlevé à son domicile du 350, rue Buenos Aires par des agents en uniforme qui l'ont placé en détention. On n'a jamais su ce qu'il est devenu. Son nom figure sur la liste des détenus disparus figurant dans le rapport Nunca más (« Plus jamais »). Il était étudiant à l'Institut José Manuel Estrada à Capilla del Señor.
En 2003, un groupe d'étudiants a retrouvé son histoire dans le cadre d'une production du Programa Jóvenes y Memoria (« programme Jeunesse et mémoire ») organisé par la Commission provinciale de la mémoire. Ce matériel a été perdu et un groupe d'étudiants l'a de nouveau retrouvé en 2016.
En octobre 2016, le HCD d'Exaltación de la Cruz a adopté l'ordonnance no 2377/16 - Baldosas de la Memoria (tuiles de la mémoire), par laquelle une tuile le commémore sur la place à côté de la gare ferroviaire.

### Programa Jóvenes y Memoria
Il s'agit d'un programme géré par la Comisión Provincial por la Memoria, destiné aux jeunes et aux adultes des écoles secondaires publiques et privées, ainsi qu'aux membres des organisations sociales, politiques et culturelles de la province de Buenos Aires. Le programme existe depuis 2002 et son objectif général est de « promouvoir chez les jeunes un sens critique à l'égard du passé et du présent dans le cadre du processus de construction de leur identité et de leur appartenance à la société à laquelle ils appartiennent, dans le cadre du processus d'approfondissement de la démocratie ».

## Religion
| Diocèse  | Zárate-Campana  |
| -------- | --------------- |
| Paroisse | Sagrada Familia |